# ウルリッヒ・マテス
ウルリッヒ・マテス（Ulrich Matthes,1959年5月9日 - ）は、ドイツの俳優。

## 略歴
ベルリン生まれ。父ギュンターは著名なジャーナリスト。1980年代はじめにベルリンで演技を学ぶ。1980年代からクレーフェルト、デュッセルドルフ、ミュンヘン、ベルリンなどの劇場で舞台俳優として活躍。ウィーンなど国外の劇場にも進出した。
1995年からは映画にも出演するようになり、翌年からはテレビドラマにも進出。外国語映画のドイツ語吹き替えやラジオドラマでも活躍。
2004年、『ヒトラー 〜最期の12日間〜』でナチスの最高幹部の一人、ヨーゼフ・ゲッベルス役を演じて注目された。

## 主な出演作品
- Nikolaikirche （1995年、フランク・バイヤー監督）
- ウィンタースリーパー Winterschläfer （1997年、トム・ティクヴァ監督）
- Aimée & Jaguar （1997年）
- ヒトラー 〜最期の12日間〜 Der Untergang（2004年、ヨーゼフ・ゲッベルス役）
- Der neunte Tag（2004年、フォルカー・シュレンドルフ監督）
- 悪童日記 A nagy füzet （2013年、ヤーノシュ・サース監督）
- 名もなき生涯 A Hidden Life（2019年、テレンス・マリック監督）